# سلالة (غرمي)
سلالة (بالإنجليزية: Salaleh)‏ هي قرية تقع في أردبيل في إيران. يقدر عدد سكانها بـ 202 نسمة بحسب إحصاء 2016.